# سیارک ۱۲۲۳۹
سیارک ۱۲۲۳۹ (به انگلیسی: 12239 Carolinakou، نامگذاری:1988CN4) دوازده هزار و دویست و سی و نهمین سیارک کشف شده‌است که در ۱۳ فوریه ۱۹۸۸ کشف شد.
قدر مطلق سیارک برابر ۲۴.۵ است.